# Parafia Przemienienia Pańskiego w Reszlu
Parafia Przemienienia Pańskiego w Reszlu – parafia greckokatolicka w Reszlu, w dekanacie węgorzewskim eparchii olsztyńsko-gdańskiej. Założona w 1963. Mieści się przy ulicy Mazurskiej.